# Africogalumna krivolutskyi
Africogalumna krivolutskyi är en kvalsterart som beskrevs av František Starý 2005. Africogalumna krivolutskyi ingår i släktet Africogalumna och familjen Galumnidae. Inga underarter finns listade i Catalogue of Life.